# Gerald Grosvenor, 6.º Duque de Westminster
Gerald Cavendish Grosvenor, 6.º Duque de Westminster (22 de dezembro de 1951 – 9 de agosto de 2016), foi um proprietário de terras, empresário, aristocrata, general da Territorial Army e par britânico. Era filho de Robert Grosvenor, 5.º Duque de Westminster, e de Viola Lyttelton. Foi presidente da empresa imobiliária Grosvenor Group. Na primeira edição da Sunday Times Rich List, publicada em 1989, foi classificado como a segunda pessoa mais rica do Reino Unido, com uma fortuna de £3,2 mil milhões (aproximadamente £10,1 mil milhões em valor atual), ficando apenas atrás da falecida Rainha Isabel II.

## Biografia

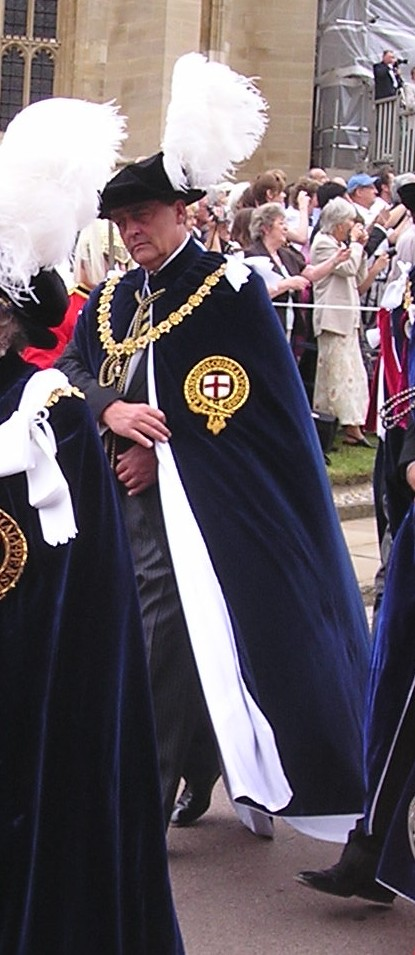
O Duque nas vestes da Jarreteira.

Nascido na Irlanda do Norte, Grosvenor mudou-se de uma ilha no meio do Lower Lough Erne para estudar nos colégios internos de Sunningdale e Harrow, no sul de Inglaterra. Devido ao seu sotaque de Fermanagh, o Duque teve dificuldades em se integrar no início, e mesmo depois de seu sotaque ter sido "tiranizado" até desaparecer, ele ainda achava difícil fazer amigos. Infeliz na escola interna, a sua educação sofreu. Após uma educação conturbada, deixou a escola com apenas dois O-levels. Ingressou na Academia Militar Real de Sandhurst e serviu na Territorial Army, onde foi promovido a major-general em 2004.
Através da Grosvenor Estates, o negócio que herdou juntamente com o ducado em 1979, o Duque tornou-se o mais rico promotor imobiliário do Reino Unido e um dos maiores proprietários de terras do país, possuindo propriedades em Edimburgo, Liverpool, Oxford, Cambridge, Southampton e Cheshire, incluindo a residência rural da família, Eaton Hall, bem como 300 acres em Mayfair e Belgravia, no centro de Londres. A empresa também tem interesses noutras partes da Europa.
De acordo com a Sunday Times Rich List de 2016, o Duque possuía uma fortuna de 9,35 mil milhões de libras, ocupando o sexto lugar na lista e tornando-se o terceiro cidadão britânico mais rico.
O Duque faleceu a 9 de agosto de 2016, após sofrer um ataque cardíaco. Os títulos passaram então para o seu único filho, Hugh Grosvenor, 7.º Duque de Westminster.

## Patrimônio e negócios
O primeiro empreendimento da família Grosvenor foi em Mayfair, no centro de Londres, no início do século XVIII; o segundo grande desenvolvimento ocorreu cerca de 100 anos depois e foi em outra área exclusiva de Londres – Belgravia, desenvolvida pela família após o fim das Guerras Napoleônicas e a conversão do Palácio de Buckingham, que fica a apenas uma milha a leste. Após o desenvolvimento dessas duas áreas do centro de Londres, o negócio familiar expandiu-se. Durante a segunda metade do século XX, a empresa expandiu-se para as Américas e desenvolveu Annacis Island e Vancouver, ambos na Colúmbia Britânica, no oeste do Canadá, na década de 1950. O negócio familiar começou a desenvolver-se na Austrália na década de 1960. Mudaram-se para a Ásia no início da década de 1990 e para a Europa Continental pouco antes do milénio. Em abril de 2000, a empresa mudou-se para novos escritórios em Londres. O negócio era liderado pelo próprio 6.º Duque, que era presidente dos curadores.
O Duque também foi Diretor do Hotel Claridge's de 1981 até 1993, e da Marcher Sound de 1992 até 1997.

## Carreira militar
Como Conde Grosvenor, juntou-se à Territorial Army em 1970, como trooper, tendo responsabilidades na propriedade familiar que o levaram a abandonar uma carreira no Exército Regular nos 9th/12th Lancers. Depois de entrar na RMA Sandhurst em 1973, formou-se como oficial cadete e foi nomeado segundo tenente na Territorial and Army Volunteer Reserve do Royal Armoured Corps (Queen's Own Yeomanry) a 13 de maio de 1973. Foi promovido a tenente a 13 de maio de 1975 e a capitão a 1 de julho de 1980. Foi promovido ao posto de major em caráter interino a 1 de janeiro de 1985 e ao posto substancial a 22 de dezembro do mesmo ano.
Promovido a tenente-coronel a 1 de abril de 1992, comandou posteriormente o North Irish Horse, o Cheshire Yeomanry Esquadrão, fundado pelos seus antepassados, e o Queen's Own Yeomanry. Foi promovido a coronel a 31 de dezembro de 1994 e nomeado coronel honorário do 7.º Regimento do Army Air Corps (1 de janeiro de 1996) e do Northumbrian Universities Officer Training Corps (30 de novembro de 1995). Promovido a brigadeiro a 17 de janeiro de 2000, também foi nomeado Coronel Honorário do Royal Mercian and Lancastrian Yeomanry a 14 de maio de 2001. Também foi nomeado Coronel-Chefe do Royal Westminster Regiment canadense, do North Irish Horse e como Coronel Comandante Yeomanry.
O Duque foi Grande Prior do Priorado da Inglaterra da Ordem Militar e Hospitalar de São Lázaro de Jerusalém, de 1995 a 2001. Em 2004, foi nomeado para o novo cargo de Chefe Adjunto do Estado-Maior da Defesa (Reservas e Cadetes), com promoção ao posto de major-general. Em março de 2007, após servir no Ministério da Defesa como Chefe Adjunto do CDS durante quatro anos, passou a responsabilidade por 50 000 reservistas e 138 000 cadetes ao Major-General Simon Lalor, na sequência do escândalo de prostituição de Eliot Spitzer, no qual Westminster também estava implicado. O Duque tornou-se Comandante Adjunto das Forças Terrestres (Reservas) em maio de 2011. Ele aposentou-se das Forças Armadas em 2012.

### Trabalho de beneficência para o pessoal de serviço
O Duque foi Presidente da BLESMA desde 1992, e do Fundo de Beneficência da Yeomanry desde 2005, Vice-Presidente nacional da Royal British Legion desde 1993, e do Ulysses Trust das Forças de Reserva desde 1995, da Not Forgotten Society desde 2004, e Presidente do Nuffield Trust for the Forces of the Crown desde 1992, todos até à sua morte. Foi Vice-Presidente da Royal Engineers Music Foundation de 1990 a 1994.

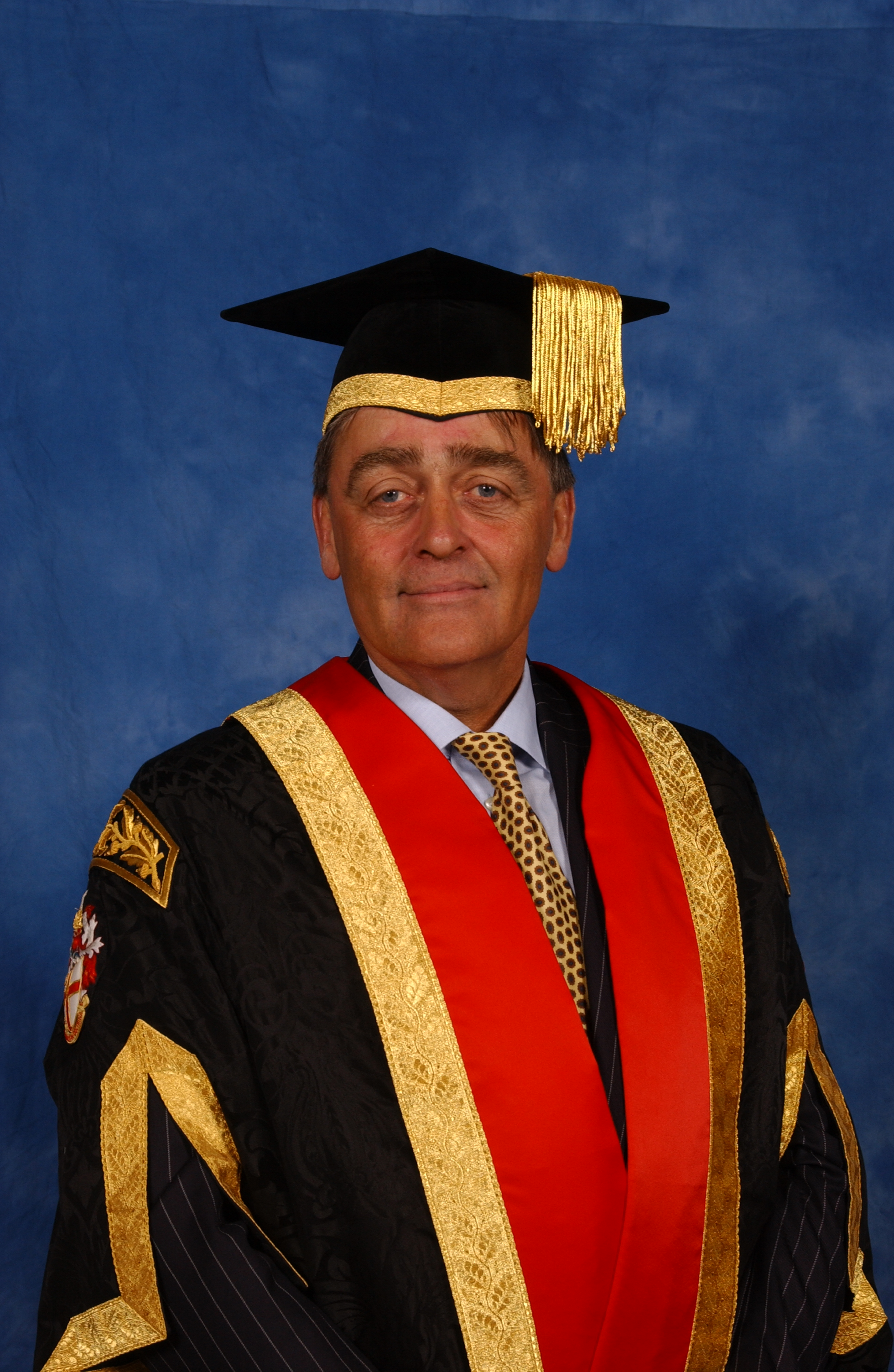
Sua Graça o 6.º Duque de Westminster, Chanceler da Fundação da University of Chester de 2005 a 2016

Em 2011, tendo já financiado um estudo de viabilidade, o Duque adquiriu a propriedade em Stanford Hall, Nottinghamshire, para possibilitar a criação de um Centro de Defesa e Reabilitação Nacional (DNRC) para fornecer o suporte da mais alta qualidade para os feridos militares. O trabalho no projeto de £300 milhões começou em abril de 2016, e foi concluído em 2018 para substituir as instalações em Headley Court. O Duque manteve-se ativamente envolvido no projeto até à sua morte.
Foi Vice-Presidente do Royal United Services Institute de 1993 até 2012, Presidente do The Tank Museum, em Bovington, desde 2002, e membro do comitê do National Army Museum entre 1988–1997 e de 2013 até à sua morte. Foi um dos curadores fundadores na criação dos Museus Nacionais de Liverpool em 1986.

## Interesses desportivos e trabalho de conservação
As suas principais atividades de lazer eram a caça em campo e a pesca. Foi Presidente do Game & Wildlife Conservation Trust de 1987 a 2000 e Vice-Presidente a partir de então, Presidente da British Association for Shooting and Conservation de 1992 até 2000, e do Atlantic Salmon Trust de 2004 até à sua morte. Era membro do MCC e do Royal Yacht Squadron, além de ter sido Presidente do Worcestershire County Cricket Club de 1984 a 1986 e do Youth Sports Trust de 1996 a 2004.

Foi Presidente do comitê que planejou os 2002 Commonwealth Games em Manchester a partir de 1998, e de 1991 até 1994 foi Diretor do comitê criado para coordenar os projetados 2000 Summer Olympic Games e Paralímpicos que teriam sido realizados em Manchester caso a candidatura britânica tivesse sido bem-sucedida.

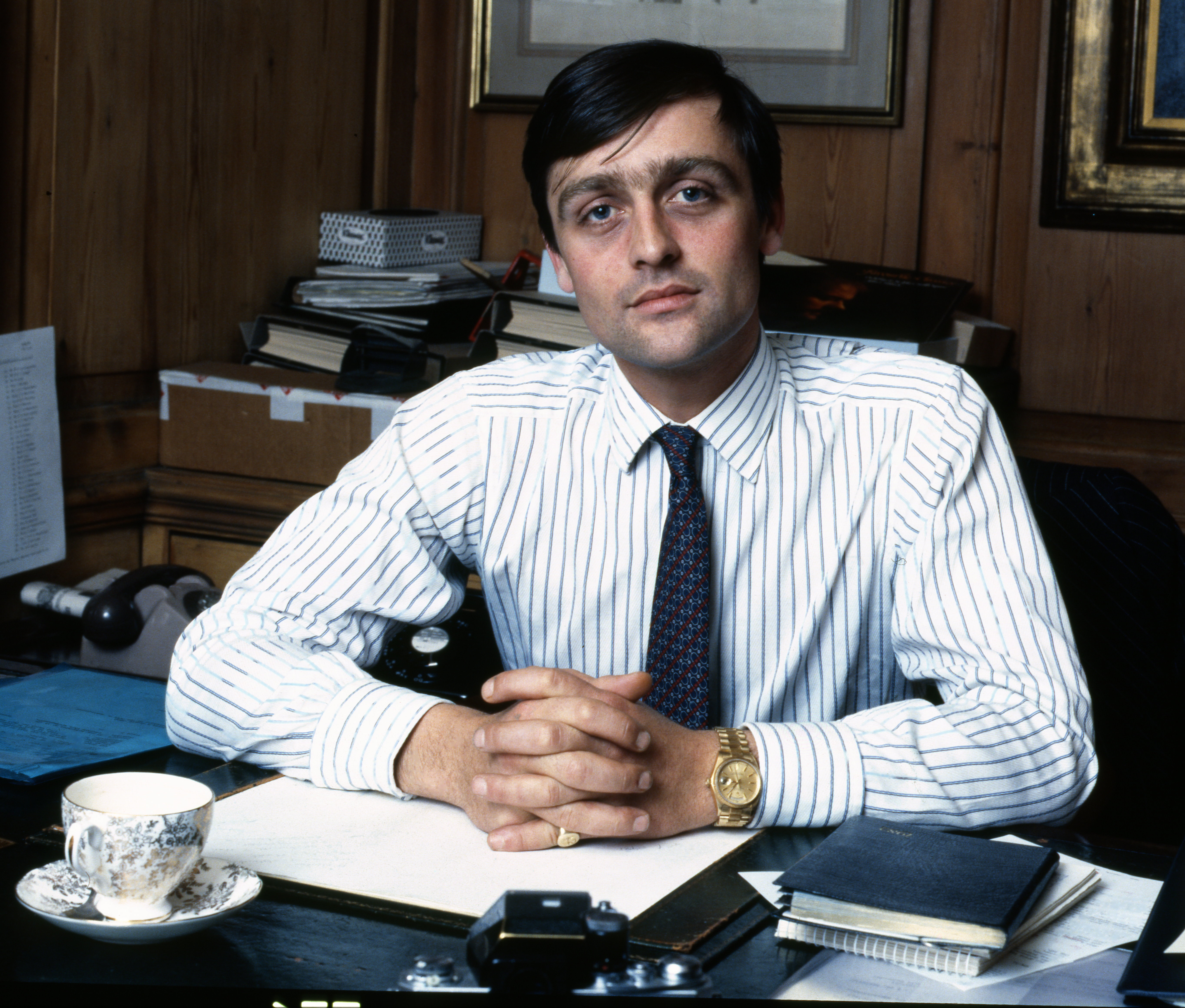
O Duque à sua secretária em 1988

## Outras instituições de caridade e organizações
- Presidente, Scope (anteriormente a Spastics Society), de 1982 a 2005[8]
- Presidente, National Kidney Research Fund, de 1985 a 1997[8]
- Presidente, Royal National Institute for the Blind, de 1986 a 2012[8]
- Presidente, North of England Zoological Society, de 1987 até à sua morte[8]
- Presidente, Drugs and Alcohol Foundation, de 1987 a 1997[8]
- Vice-Presidente, Royal Society of St George, de 1987 até à sua morte[8]
- Presidente, Holstein UK & Ireland (anteriormente British Holstein Society), em 1988[8]
- Vice-Presidente Vitalício da National Society for the Prevention of Cruelty to Children, de 1988 até à sua morte[8]
- Presidente do Chester and District Scout Council, de 1979 até à sua morte[29]
- Presidente da Abbeyfield Society, de 1989 a 1995[8]
- Presidente da Institution of Environmental Sciences, de 1989 a 2013[8]
- Diretor da Business in the Community (BITC), de 1991 a 1995[8]
- Governador Vitalício da Royal Agricultural Society of England[8]
- Membro do comitê do North American Advisory Group, British Overseas Trade Board, em 1994[8]
- Membro do comitê dos Nuffield Hospitals, de 1995 até à sua morte[8]
- Vice-Presidente da Country Landowners' Association, de 1999 até à sua morte[8]
- Presidente do Life Education Centre (Prevenção de Drogas), de 2000 a 2012[8]
- Vice-Presidente do Royal Smithfield Club, de 2004 até à sua morte[8]
- Chanceler da Fundação da University of Chester, de 2005 até à sua morte

Foi juiz no especial de televisão de caridade The Grand Knockout Tournament do Príncipe Eduardo em 1987.

## Casamento e descendência
O Duque de Westminster casou-se com Natalia Ayesha Phillips, filha do Tenente-Coronel Harold Pedro Joseph Phillips e da sua esposa Georgina Wernher, em 1978. Os seus filhos são:
- Tamara Katherine Grosvenor (nascida a 20 de dezembro de 1979), casou-se com Edward van Cutsem (filho de Hugh van Cutsem) a 6 de novembro de 2004.[30]
- Edwina Louise Grosvenor (nascida a 4 de novembro de 1981). Ela é uma reformadora prisional e filantropa, co-fundadora dos The Clink Restaurants.[31] Ela casou-se com o historiador e apresentador de televisão Dan Snow a 27 de novembro de 2010.[32]
- Hugh Grosvenor, 7.º Duque de Westminster (nascido a 29 de janeiro de 1991). Ele é padrinho do Príncipe Jorge de Gales e do Príncipe Archie de Sussex.[33][34] Ele casou-se com Olivia Henson a 7 de junho de 2024 na Catedral de Chester[35] A sepultura do 6.º Duque de Westminster

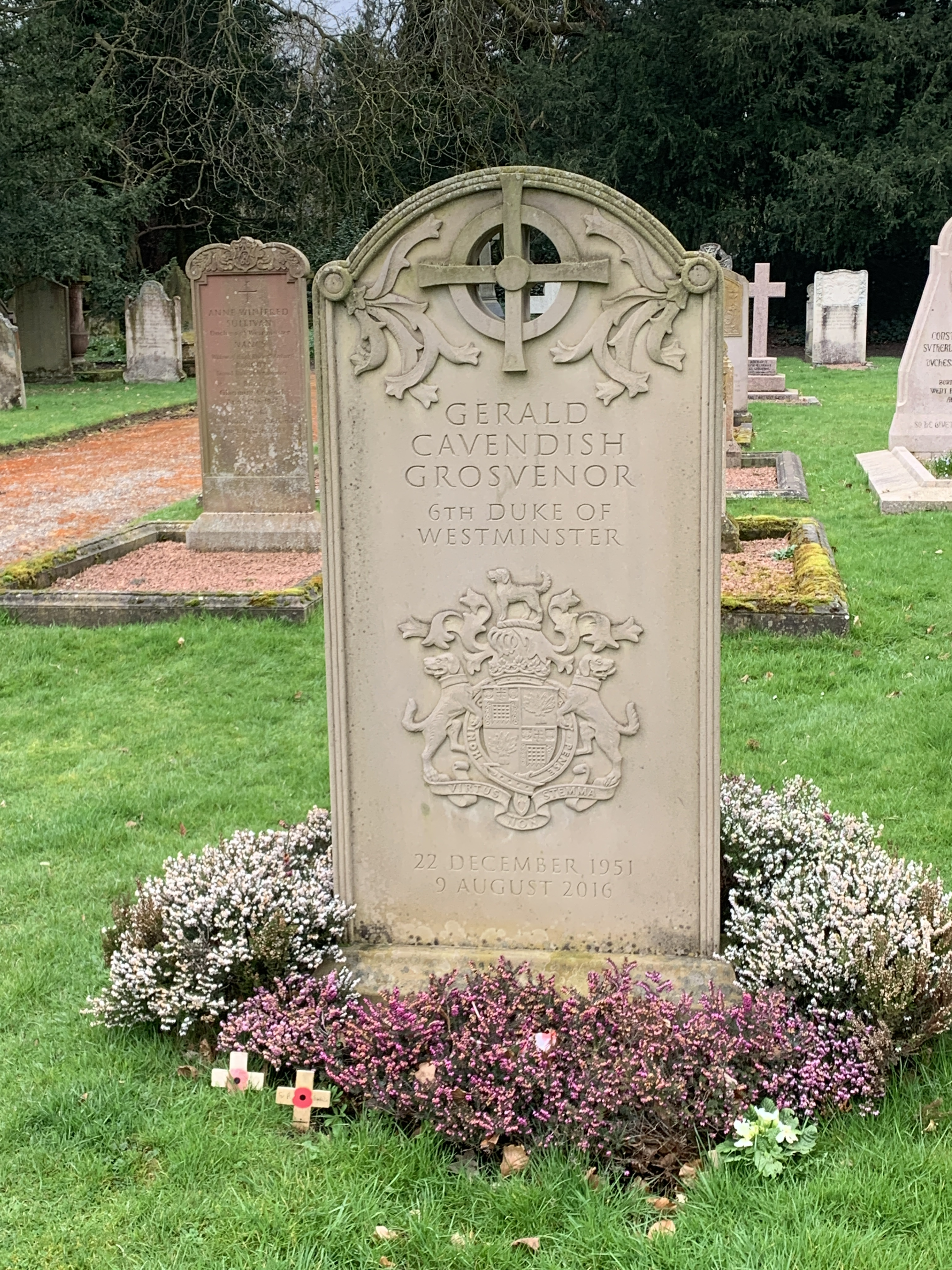
A sepultura do 6.º Duque de Westminster

- Viola Georgina Grosvenor (nascida a 12 de outubro de 1992), casou-se com Angus Roberts, dos Royal Scots Dragoon Guards, em 2022.[36]

Em 1998, o Duque sofreu um colapso nervoso e teve depressão, citando as pressões avassaladoras do negócio e da vida pública. A sua depressão agravou-se após os relatos sobre o seu envolvimento no escândalo de prostituição de Eliot Spitzer.

## Morte
O Duque faleceu a 9 de agosto de 2016 no Royal Preston Hospital em Preston, Lancashire, após sofrer um ataque cardíaco na sua Abbeystead Estate. Um funeral privado, assistido por familiares próximos, teve lugar a 12 de agosto, e um serviço memorial foi realizado na Catedral de Chester a 28 de novembro. Ele está sepultado no terreno da família na Igreja de São Maria, em Eccleston.
O facto de a família Grosvenor ter de pagar muito pouco, se é que pagou algum, imposto sobre heranças pela sua fortuna de 9 mil milhões de libras levou a pedidos para uma revisão sobre como a herança de fundos fiduciários e ativos semelhantes é tratada no Reino Unido.

## Honras
1. Baronete (1979)
2. Deputy Lieutenant (Cheshire) (1982)
3. Venerável Ordem de São João (1991)
4. Condecoração Territorial (1994)
5. Ordem do Império Britânico (1995)
6. Ordem da Jarreteira (2003)
7. Canadian Forces Decoration (2004)
8. Ordem do Banho (2008)
9. Real Ordem Vitoriana (2012)
10. Volunteer Reserves Service Medal (2012)